# Provincia di Marañón
La provincia di Marañón è una provincia del Perù, situata nella regione di Huánuco.

## Geografia antropica

### Suddivisioni amministrative
È divisa in tre distretti:
- Cholón (San Pedro de Chonta)
- Huacrachuco (Huacrachuco)
- San Buenaventura (San Buenaventura)